# Nikesipolis från Ferai
Nicesipolis,  död cirka 345 f.Kr., var en drottning av Makedonien, gift med kung Filip II av Makedonien.
Hon var från Thessalien och syskonbarn till Jason av Ferai. 